# Lac Bermen
Lac Bermen är en sjö i Kanada.   Den ligger i regionen Côte-Nord och provinsen Québec, i den östra delen av landet, 1 000 km nordost om huvudstaden Ottawa. Lac Bermen ligger 565 meter över havet. Arean är 29,4 kvadratkilometer. Den sträcker sig 12,2 kilometer i nord-sydlig riktning, och 8,0 kilometer i öst-västlig riktning.
Trakten runt Lac Bermen är nära nog obefolkad, med mindre än två invånare per kvadratkilometer.